# Dilatorobo
Dilatorobo ist ein osttimoresischer Ort im Suco Meligo (Verwaltungsamt Cailaco, Gemeinde Bobonaro). Er liegt im Norden der Aldeia Daulelo, auf einer Meereshöhe von 163 m. Südlich befindet sich der Ort Daulelo.